# Puig de ses Forques
El Puig de ses Forques és una muntanya granítica de 67 metres que es troba al municipi de Mont-ras, a la comarca catalana del Baix Empordà.